# گارت اشتاین
گارت اشتاین (انگلیسی: Garth Stein؛ زادهٔ ۶ دسامبر ۱۹۶۴) یک نویسنده، و تهیه‌کننده اهل ایالات متحده آمریکا است.